# Полянское (Черниговская область)
Полянское (укр. Полянське) — бывшее село в Новгород-Северском районе Черниговской области Украины. Село было подчинено Берёзовогатскому сельсовету.

## История
По состоянию на 1984 год обозначено как урочище Полянское, без постоянного населения. Решением Черниговского областного совета от 08.08.1995 года село снято с учёта, в связи с переселением жителей.

## География
Было расположено на правом берегу реки Убедь — северо-западнее села Берёзовая Гать. Застройка была представлена разрозненными усадьбами. Восточнее расположено кладбище.